# Kanton Rémuzat
Rémuzat is een voormalig kanton van het Franse departement Drôme. Het kanton maakte deel uit van het arrondissement Nyons. Het werd opgeheven bij decreet van 20 februari 2014 met uitwerking op 22 maart 2015. Alle gemeenten werden opgenomen in het nieuwe kanton Nyons et Baronnies.
Rémuzat heeft een subtropisch klimaat, een totaal ander klimaat dan waarschijnlijk wordt geacht in de Drôme Provençal. Daarnaast is Rémuzat bekend om zijn vautours (gieren). Deze nu beschermde diersoort werd nog geen tien jaar geleden met uitsterven bedreigd. Dankzij tijdig ingrijpen neemt hun aantal nu weer toe.

## Gemeenten
Het kanton Rémuzat omvatte de volgende gemeenten:
- La Charce
- Chauvac-Laux-Montaux
- Cornillac
- Cornillon-sur-l'Oule
- Lemps
- Montferrand-la-Fare
- Montréal-les-Sources
- Pelonne
- Le Poët-Sigillat
- Pommerol
- Rémuzat (hoofdplaats)
- Roussieux
- Sahune
- Saint-May
- Verclause
- Villeperdrix